# علي بيليجين
علي بيليجين (17 ديسمبر 1981 بإسن في ألمانيا - ) هو لاعب كرة قدم تركي وألماني في مركز الوسط. لعب مع أنطاليا سبور وروت فايس إيسن وكايسري سبور ونادي فنربخشة ونادي قاسم باشا ونادي جوزتيبي وSportfreunde Lotte ‏.

## روابط خارجية
- علي بيليجين على موقع اتحاد تركيا (لاعب) (الإنجليزية)
- علي بيليجين على موقع قاعدة بيانات كرة القدم.إي يو (الإنجليزية)
- علي بيليجين على موقع بيانات كرة القدم. دي إي (الألمانية)
- علي بيليجين على موقع Soccerway.com (الإنجليزية)
- علي بيليجين على موقع عالم كرة القدم.نت (الإنجليزية)